# 邦比足球會
邦比足球會（丹麥語：Brøndbyernes Idrætsforening，丹麥語發音：[ˈpʁɶnˌpyˀɐnəs ˈitʁætsfɒˌe̝ˀne̝ŋ]，簡稱Brøndby IF、Brøndby或BIF）是一支位於丹麥哥本哈根西邊外圍的足球隊，現時在丹麥超級聯賽中角逐。
布隆德比於1964年由兩支本地球隊合併而成，1981年邦比加入丹麥頂級聯賽後，共奪得10次聯賽錦標及5次盃賽冠軍，更是丹麥在歐洲足球比賽表現最出色的球隊，曾晉級歐洲足協盃準決賽及於1998-99 年成為首支打入歐聯分組賽的丹麥球隊。 
自1992年另一支以哥本哈根為基地的哥本哈根足球會成立後，兩支球隊呈白熱化的競爭，形成兩雄對峙的局面，被稱為新字號的兩隊對陣時在丹麥吸引最多的觀眾，兩隊在最近16屆聯賽中合共奪得11次冠軍。由1995至2006年之間邦比從未跌出聯賽頭兩位。

## 球會歷史

### 進軍歐洲
在2015年首次登上歐聯寶座。

## 主場球場

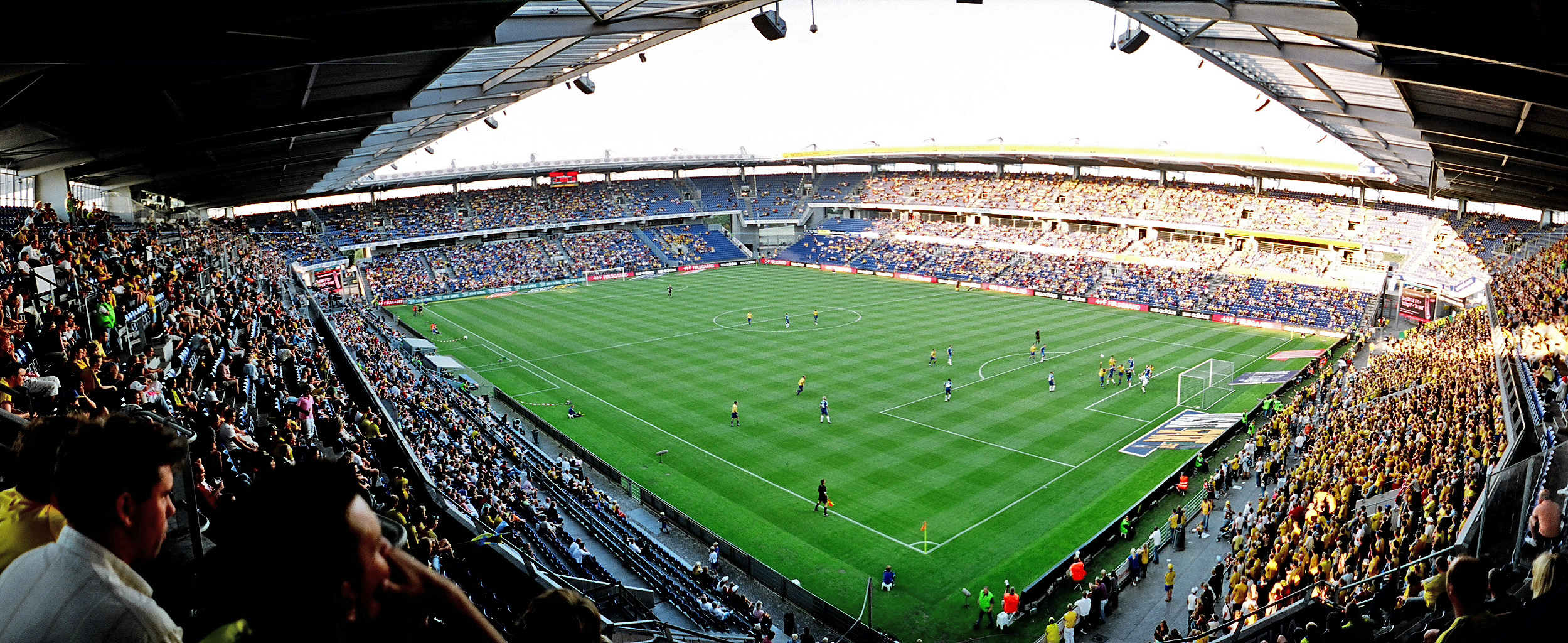
邦比球场內觀

邦比球场位於丹麥哥本哈根都会区，是邦比足球會的主場球場。球場可容納29,000名觀眾，當中23,400為座席。
當1965年球場初建成時，只是一片由田徑跑道圍繞的草地，直到1978年才加建主看台，可容納1,200名觀眾。1982年邦比獲升級到頂級聯賽，在主看台對面加建水泥平台，可以額外容納多5,000名觀眾。由於邦比在聯賽獲得良好的成绩，田徑跑道在稍後時間被拆除，更於1989-90年賽季在平台上擴建2,000座位新看台，令總容量達到10,000。
當邦比在1990-91年球季在一路殺入半決赛，10,000張主場門票實在不能滿足公眾的需求。但當時丹麥的國家隊球場帕尔肯球场（Idrætsparken）正在重建中，邦比求助無門，權宜之計惟有裝置臨時看台，暫時將容量增加到18,000以應付準決賽首回合主場對羅馬的比賽，結果雙方踢成0-0。由於在歐洲賽中取得成績，邦比於1992年增建兩端看台，使總容量達到22,000名觀眾。

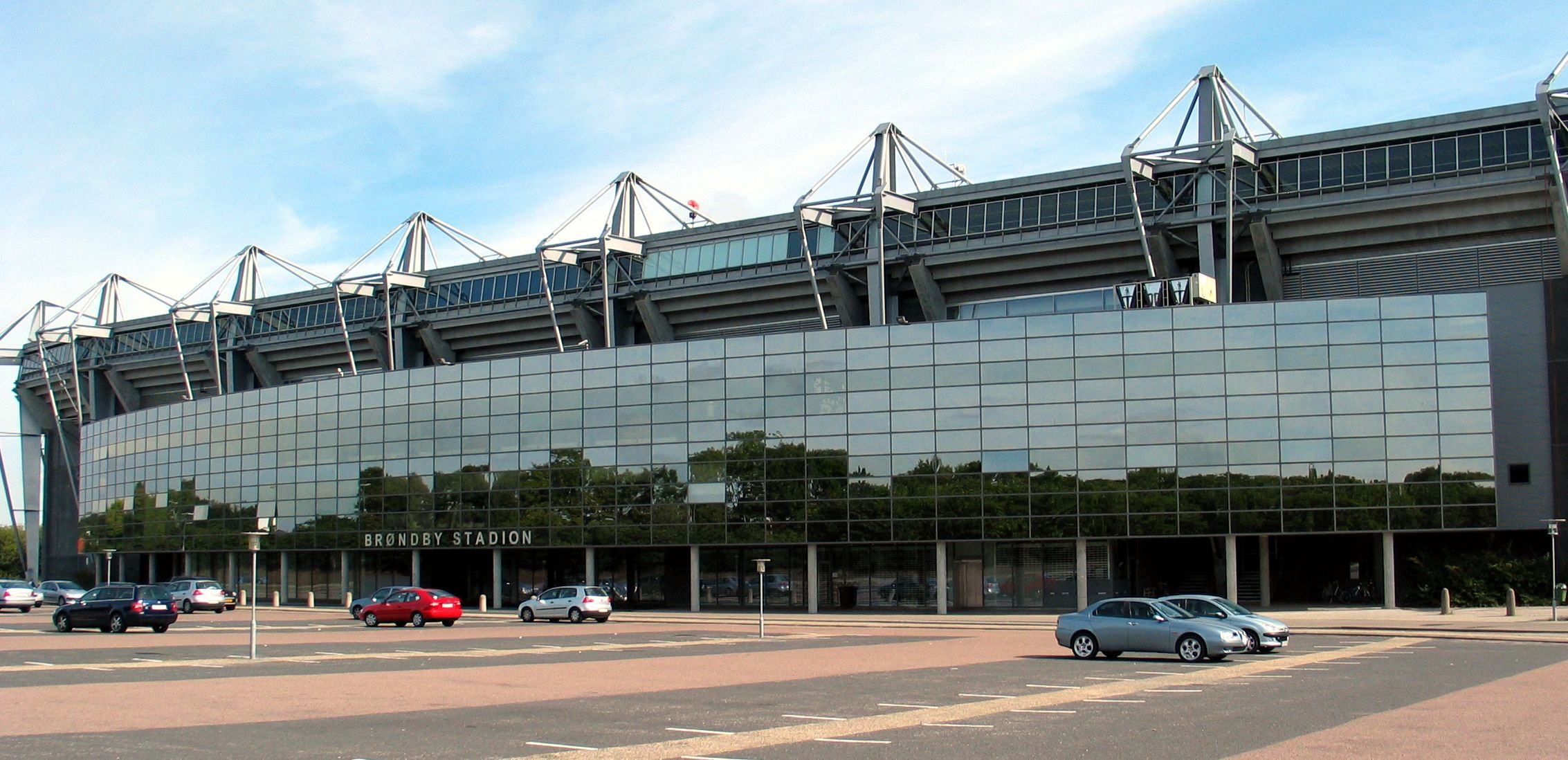
2005年：重建後的邦比球场

1998年5月邦比以2350萬克朗從地區政府手上購入球場的業權，隨即再花費雙倍的金錢將球場現代化。當邦比在1998-99年球季獲得歐聯分組賽資格時，邦比球场仍在重建中，邦比惟有將歐聯的主場比賽搬到死對頭哥本哈根的帕根球場舉行。於2000年所有看台重建完成，並擴建至同一高度，舉行國內球賽時可容納29,000名觀眾，但在舉行歐洲比賽時因只容許全座席，可容納22,000名觀眾。
自此以後，邦比球场經歷多次大大小小基礎結構及技術上的改進。邦比球场本地聯賽最高入場人數為31,508人，於2003年6月18日對哥本哈根時錄得，而歐洲賽則為26,031人，於2004年2月對時造出。球場於丹超的平均入場人數為16,500人。

## 球會榮譽
- 丹麥足球超級聯賽：
  - 冠軍 (11): 1985年、1987年、1988年、1990年、1991年、1995-96年、1996-97年、1997-98年、2001-02年、2004-05年、2020-21年。
  - 亞軍 (11): 1986年、1989年、1994-95年、1998-99年、1999-2000年、2000-01年、2002-03年、2003-04年、2005-06年、2016-17年、2017-18年。
- 丹麥盃
  - 冠軍 (7): 1988-89年、1993-94年、1997-98年、2002-03年、2004-05年、2007-08年、2017-18年。
  - 亞軍 (2): 1987-88年、1995-96年。
- [3]（6次參賽）
  - （第三輪）：1986-87年。
  - 分組賽：1998-99年。
- 歐洲足協盃（12次參賽）
  - 準決賽：1990-91年。

## 球員名單

### 榮譽之牆

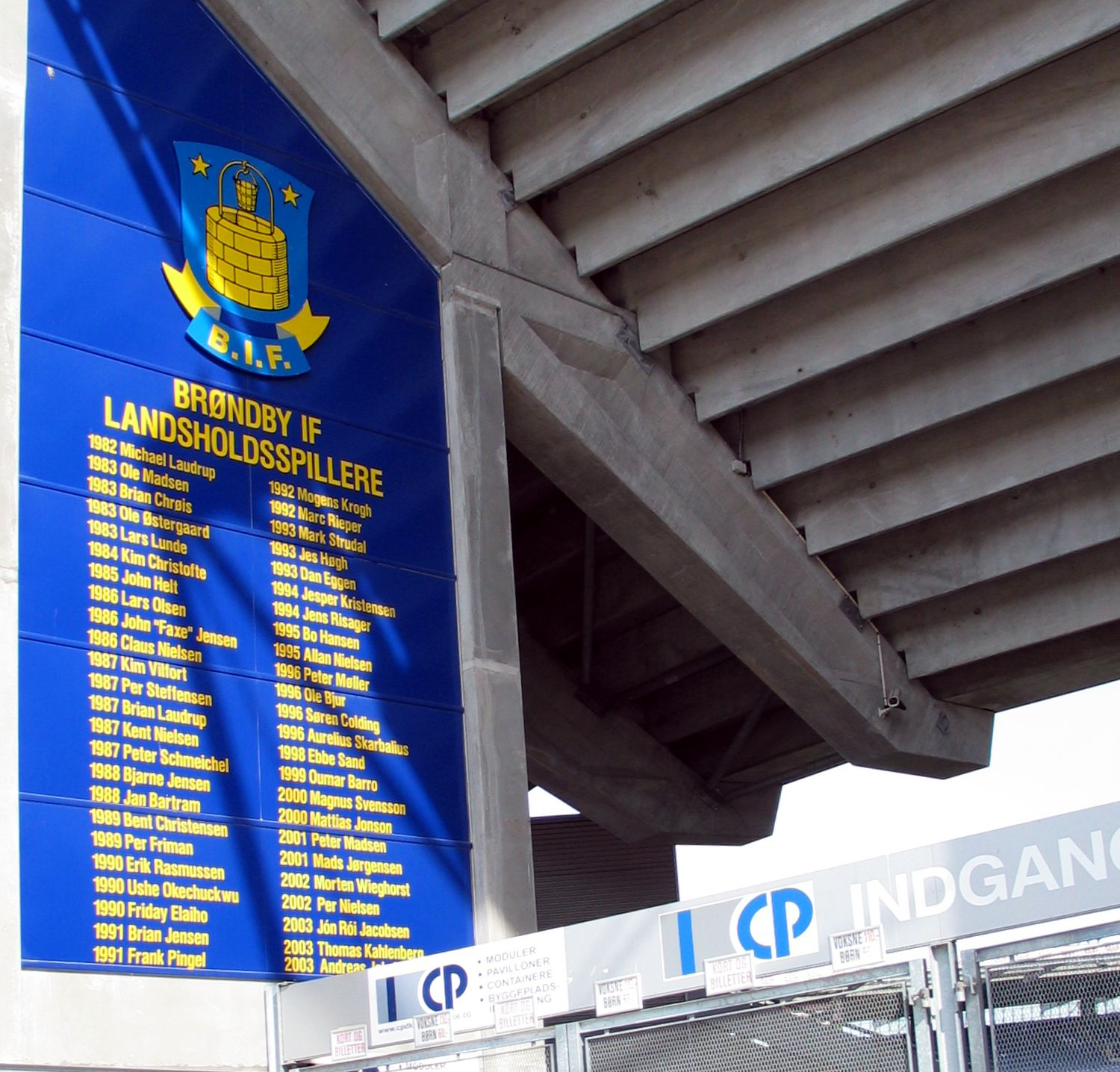
「榮譽之牆」紀錄自1982年後所有邦比國腳級球員的名字。

自從於1982年6月成為邦比首名代表國家隊的球成員後，有超過50名邦比球員披上各自所屬的國家隊球衣為國效勞。除丹麥外球員分別代表尼日利亞、挪威、立陶宛、布吉納法索、瑞典、法羅群島、摩洛哥及冰島上陣。所有國腳級球員的名字按首次代表國家出賽的日期登上「榮譽之牆」。以下為「榮譽之牆」的名單（粗體的名字為現時仍然效力的球員）：

| 1980年代： - (Michael Laudrup, 1982) - Ole Madsen (1983) - Brian Chrøis (1983) - Ole Østergaard (1983) - Lars Lunde (1983) - 基斯杜夫迪 (Kim Christofte, 1984) - John Helt (1985) - 拿斯·奧臣 (Lars Olsen, 1986) - 約翰·贊臣 (John "Faxe" Jensen, 1986) - Claus Nielsen (1986) - 甘姆·韋福特 (Kim Vilfort, 1987) - Per Steffensen (1987) - (Brian Laudrup, 1987) - 堅特·尼路臣 (Kent Nielsen, 1987) - (Peter Schmeichel, 1987) - Bjarne Jensen (1988) - Jan Bartram (1988) - Bent Christensen (1989) - Per Frimann (1989) 1990年代： - Erik Rasmussen (1990) - Uche Okechukwu (1990) - Friday Eliaho (1990) - Brian Jensen (1991) - Frank Pingel (1991) - 哥洛(Mogens Krogh, 1992) - 列柏 (Marc Rieper, 1992) - Mark Strudal (1993) - 謝斯·賀治 (Jes Høgh, 1993) - Dan Eggen (1993) - Jesper Kristensen (1994) - 列沙格 (1994) - Bo Hansen (1995) - 阿倫·尼路臣 (Allan Nielsen, 1995) - 彼得·慕拿 (Peter Møller, 1996) - Ole Bjur (1996) - 蘇連·高定 (Søren Colding, 1996) - Auri Skarbalius (1996) - 辛特 (Ebbe Sand, 1998) - Oumar Barro (1999) | 2000年代： - 芒努斯·斯文松 (2000) - 马蒂亚斯·荣松 (2000) - 彼德·美臣 (Peter Madsen, 2001) - Mads Jørgensen (2001) - 韋確斯 (Morten Wieghorst, 2002) - Per Nielsen (2002) - Jón Rói Jacobsen (2003) - 卡倫保 (Thomas Kahlenberg, 2003) - 安德烈亚斯·雅各布松 (2003) - Karim Zaza (2004) - Asbjørn Sennels (2004) - Martin Retov (2004) - 史高保 (Morten Skoubo, 2004) - (Johan Elmander, 2004) - (Daniel Agger, 2005) - Hannes Sigurðsson (2006) - Martin Ericsson (2006) - Chris Katongo (2007) - Stefán Gíslason (2007) - Samuel Holmén (2008) - 湯馬士·拉梅臣 (Thomas Rasmussen, 2008) - 蘭特立 (Andres Randrup, 2008) - David Williams (2008) - 舒爾堡 (Max von Schlebrugge, 2008) - (Stephan Andersen, 2008) - 奧斯曼·查路 (Ousman Jallow, 2008) - 高朗達利 (Michael Krohn-Dehli, 2008) - Morten "Duncan" Rasmussen (2008) - (Mikael Nilsson, 2009) - 賓貝治 (Martin Bernburg, 2009) 2010年代： - 米克·贊臣 (Mike Jensen, 2010) - 丹尼爾·華斯 (Daniel Wass, 2011) - 羅美度 (Dennis Rommedahl, 2011) - 克里安斯·古臣 (Clarence Goodson, 2011) - 連尼·祖安臣 (René Joensen, 2012) - 馬基羅克 (Simon Makienok, 2013) |